# ELEKITER ROUND 0
ELEKITER ROUND 0（エレキテルラウンド ゼロ）は、日野聡、立花慎之介の2人で2010年に結成された音楽ユニット。「0」は「φ」とも表す。2020年解散。

## 経歴
メンバー2人はラジオ番組『日野聡vs立花慎之介 平成ニッポン・国取り合戦ラジオ!!』のラジオパーソナリティとしてコンビを組んでおり、同番組のテーマ曲を制作することがきっかけでユニットを結成。ユニット名はファンによる公募案から選出された「ELEKITER」に加え、縁の意味を持つ「ROUND」と円を表す「0」の掛詞に由来。2010年10月、1枚目のミニアルバム『零ERφ』をリリースしてデビュー、2012年8月にはユニット初となるワンマンライブを開催。
2020年3月、新型コロナウイルスの影響により、同年4月12日に公演予定だったラストライブを中止とし、ベスト・アルバム発売を以て解散となることが、マリン・エンタテインメントより発表。但しベスト・アルバムの発売も延期となったが、実質的に解散となった。9月1日、前述のベスト・アルバム「the Ø LL」の発売が12月23日に決定された。

## 音楽性
本ユニットではミュージック・ビデオのリリースを前提とした楽曲制作を行っている。ユニットの音楽は「叙事詩的なロックサウンド」と形容されている。

## ディスコグラフィ

### ミニ・アルバム
|        | 発売日         | タイトル           | 規格品番  | 規格品番  | 最高位 |
| 豪華盤 | 発売日         | タイトル           | 通常盤    |           | 最高位 |
| ------ | -------------- | ------------------ | --------- | --------- | ------ |
| 1st    | 2010年10月27日 | 零ERφ              | MMCC-4233 | MMCC-4234 | 87位   |
| 2nd    | 2012年2月3日   | MARIA              | MMCC-4268 | MMCC-4269 | 27位   |
| 3rd    | 2012年6月20日  | Summer Snow        | MMCC-4320 | MMCC-4321 | 51位   |
| 4th    | 2013年1月23日  | Forbidden Lover    | MMCC-4335 | MMCC-4336 | 45位   |
| 5th    | 2014年2月26日  | 顔無紳士           | MMCC-4379 | MMCC-4380 | 38位   |
| 6th    | 2014年3月26日  | 狂騒輪舞曲         | MMCC-4381 | MMCC-4382 | 46位   |
| 7th    | 2015年4月8日   | RE:QUIEM           | MMCC-4400 | MMCC-4401 | 42位   |
| 8th    | 2015年11月26日 | あの日の茜空の下で | MMCC-4409 | MMCC-4410 | 77位   |